# Фискальные марки Бермудских Островов
Фискальные марки Бермудских островов выпускались для этой британской колонии и заморской территории с 1936 года по 1984 год (ранее в качестве фискальных марок применялись марки Бермудских островов для оплаты почтового и гербового сбора).

## Марки двойного назначения
До 1936 года на Бермудских островах в фискальных целях использовались почтовые марки двойного назначения с надписью англ. «Postage & Revenue» («Почтовый и гербовый сбор»). Фактически почтовые марки номиналом от 2 шиллингов до 1 фунта стерлингов из стандартной серии 1918—1932 годов, хотя и годились для почтового обращения, в основном предназначались для фискальных целей.

## Гербовые марки
В 1936 году вышла первая гербовая марка колониального типа с портретом короля Георга V, с надписью по бокам «REVENUE — REVENUE» («Гербовый сбор») и номиналом в 12 шиллингов 6 пенсов. Она предназначалась для оплаты паспортных и визовых сборов.
В царствование Георга VI почтовые марки снова использовались в качестве гербовых, но в 1954 году был эмитирован новый выпуск с изображением королевы Елизаветы II и герба Бермудских островов. В 1970 году он был перевыпущен в десятичной денежной системе, а в 1984 году вышла новая серия с рисунком в виде монеты с изображением кабана (hogpenny coin) и номиналами от 1 доллара до 100 долларов.

## Марки пенсионного страхования
Серия из семи марок номиналом от 1,30 доллара до 10 долларов была выпущена в 1980 году для накопительной системы пенсионного страхования (Contributory Pensions Insurance). На марках номиналом в 1,30 доллара и 5 долларов примерно в 1984 году были сделаны надпечатки новых номиналов соответственно 1,10 доллара и 8 долларов.